# Nowe Kęszyce
Nowe Kęszyce – wieś w Polsce położona w województwie łódzkim, w powiecie skierniewickim, w gminie Bolimów.
We wsi funkcjonuje jednostka ochotniczej straży pożarnej. Miejscowość leży nad rzeką Rawką. 

## Historia
W latach 1975–1998 miejscowość administracyjnie należała do województwa skierniewickiego.